# Friedrich Wilhelm Deckel
Friedrich Wilhelm Deckel (* 11. Dezember 1871 in Jungingen; † 10. Juli 1948 in München) war ein deutscher Feinmechanikunternehmer.

## Leben
Friedrich Wilhelm Deckel war der Sohn eines Kleinbauern und Händlers. Er absolvierte in seinem hohenzollerischen Heimatdorf Jungingen eine dreijährige Ausbildung zum Feinmechaniker und war anschließend in Jena sowie in den Niederlanden und England in mathematisch-optischen Betrieben tätig. In Jena wurde er als bevorzugter Labormechaniker von Ernst Abbe nachhaltig gefördert. 1897 wurde Deckel als Entwicklungsmechaniker für Photo-Optik bei C. A. Steinheil & Söhne in München eingestellt. Am Ende des darauffolgenden Jahres machte er sich mit einer kleinen mechanischen Werkstätte selbständig.
Mit Christian Bruns, dem Erfinder der ersten sichtbar optisch scharf einstellbaren Magazinkamera, gründete Deckel 1903 die Werkstätte Bruns & Deckel zur Herstellung eines zentralen Verbundverschlusses für Kameras des von Bruns erfundenen und von Deckel konstruierten „Compound“-Verschlusses. Nach dem Ausscheiden von Bruns aus dem Unternehmen im Jahr 1905 wurde Deckel Alleininhaber. 1910 wurde das erste Fabrikgebäude errichtet, nachdem die Werkstätten zu klein geworden waren. In den Folgejahren wurde mit dem Compur-Verschluss ein erheblich weiterentwickelter Kameraverschluss produziert. 1912 führte Deckel als erster Unternehmer in München den Achtstundentag ein. Um diesen Zeitraum wurde die Herstellung von Präzisionswerkzeugmaschinen aufgenommen, die zunächst für den Eigenbedarf, später auch für andere Unternehmen produziert wurden. 1919 schuf Deckel aus eigenen Mitteln eine Pensionskasse für seine Mitarbeiter. 1927 entstand mit der Herstellung von Einspritzpumpen für Dieselmotoren ein dritter Produktionszweig.
1916 wurde Friedrich Wilhelm Deckel der Ehrentitel eines Kommerzienrats verliehen. 1928 ernannte ihn die Technische Universität München zum Doktoringenieur ehrenhalber.
Friedrich Wilhelm Deckel war seit 1902 verheiratet und Vater zweier Söhne. Er gehörte dem Verein Deutscher Ingenieure (VDI) an.